# Сосна звичайна

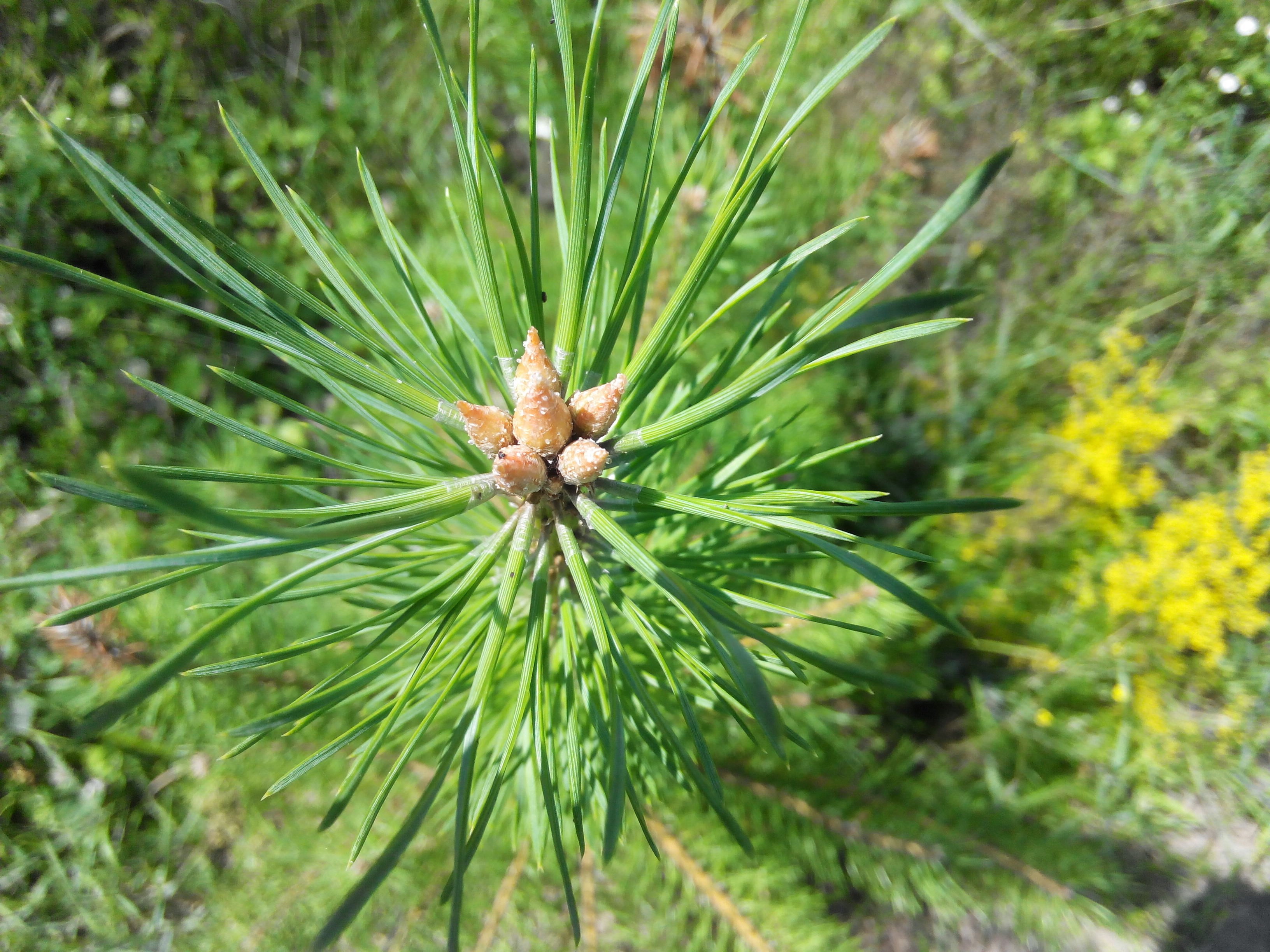
Сосна звичайна, центральний пагін зверху. Вінницька область, Лісове урочище «Степашська березина».

Сосна звичайна (Pinus sylvestris L.) — високе, однодомне, 25–40 м заввишки, дерево родини соснових (Pinaceae). Хвоя росте парами, 4–8 см завдовжки, блакитно-зелена зсередини. Шишки в зрілості (на другий рік) 2.5–6 см завдовжки, від яйцеподібних до кулястих, висячі; луски матові; насіння крилате. Росте у Євразії переважно в помірному біомі; посідає майже третину лісів України (в основному на Поліссі). Рослину використовують як джерело сировини, декоративну, лікарський засіб, та ін.

## Назва
Латинська назва — Pinus sylvestris.
Серед місцевих українських назв існує соснина у Славутському районі Хмельницької області. У Ківерцівському районі Волинської області вживають слово паросель, в селах Ківерцівського, Шацького районів Волинської області, Дубровицького району Рівненської області, на Підляшші поширена назва хвійка, у Володимирецькому районі Рівненської області використовується спільнокореневе слово хвоїна.

## Характеристика

### Зовнішній вигляд

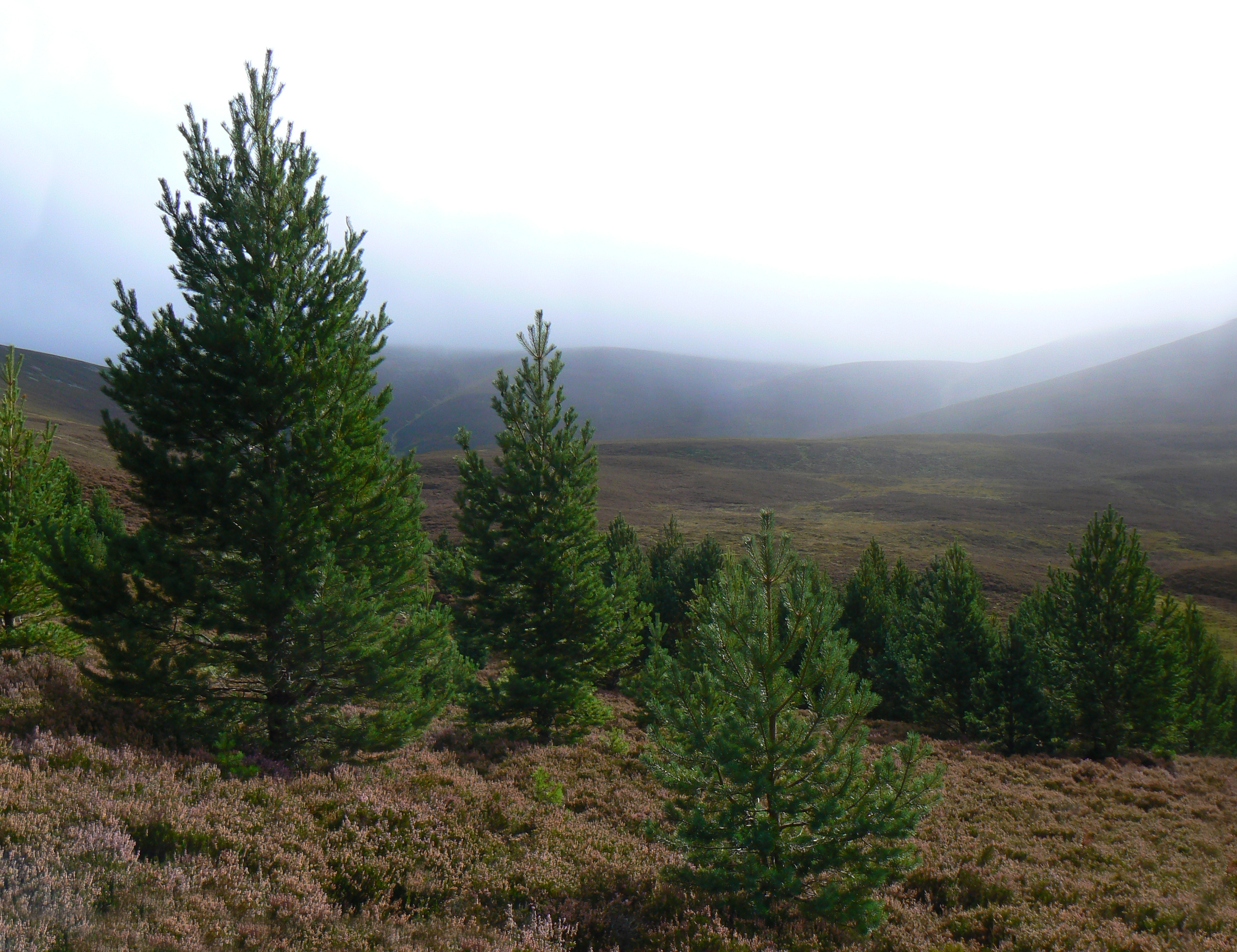

Дерево з конусоподібною або пірамідальною кроною і моноподіальним, кільчастим гілкуванням (так звані «мутовки»). Оскільки це світлолюбне дерево, нижні його гілки відмирають, очищаючи стовбур. За сприятливих умов, висота сосни досягає 40 м, а діаметр — 1–1,5 м. Дерева, що виросли в густому лісі, мають стрункі, майже циліндричні стовбури і невеличку, високопідняту крону з тонкими гілками. Кора червонувато-бура, лускувата. Молоді пагони зеленуваті, пізніше — жовтувато-сірі.

### Коренева система
Коренева система сосни — стрижнева, але розміри та галуження кореня залежать від умов її зростання. На болотах коріння сосни знаходиться біля самої поверхні, кожне дерево ніби сидить на купині. Так дерево рятується від надмірної кількості вологи. На бідних і сухих ґрунтах дерево утворює величезну поверхневу кореневу систему, глибиною до 30–40 м, і радіусом до 15–20 м, і живиться за рахунок роси і конденсованої вологи.
На багатих і пухких ґрунтах стрижневий корінь сосни проникає на глибину 60-ти та більше метрів.

Коріння сосни оповите чохлами з грибкових ниток, що утворюють мікоризу.

### Листяний покрив
Укорочені пагони несуть дві-три хвоїнки 4,5–7 см завдовжки, зверху випуклі темно-зелені, знизу — жолобчасті, загострені, часто скручені, що тримаються 3–5 років.

### Цикл відтворення
Рослина однодомна. Чоловічі шишечки колосоподібно зібрані при основі молодих видовжених пагонів, містять велику кількість лусок, які мають по два пиляки. У верхній частині молодих пагонів з'являються червонуваті поодинокі жіночі шишечки. Вони складаються з насінних лусок, які сидять у пазухах слаборозвинутих покривних лусок. Кожна насінна луска містить два насінних зачатки. Запліднення відбувається через рік після запилення.

### Шишки

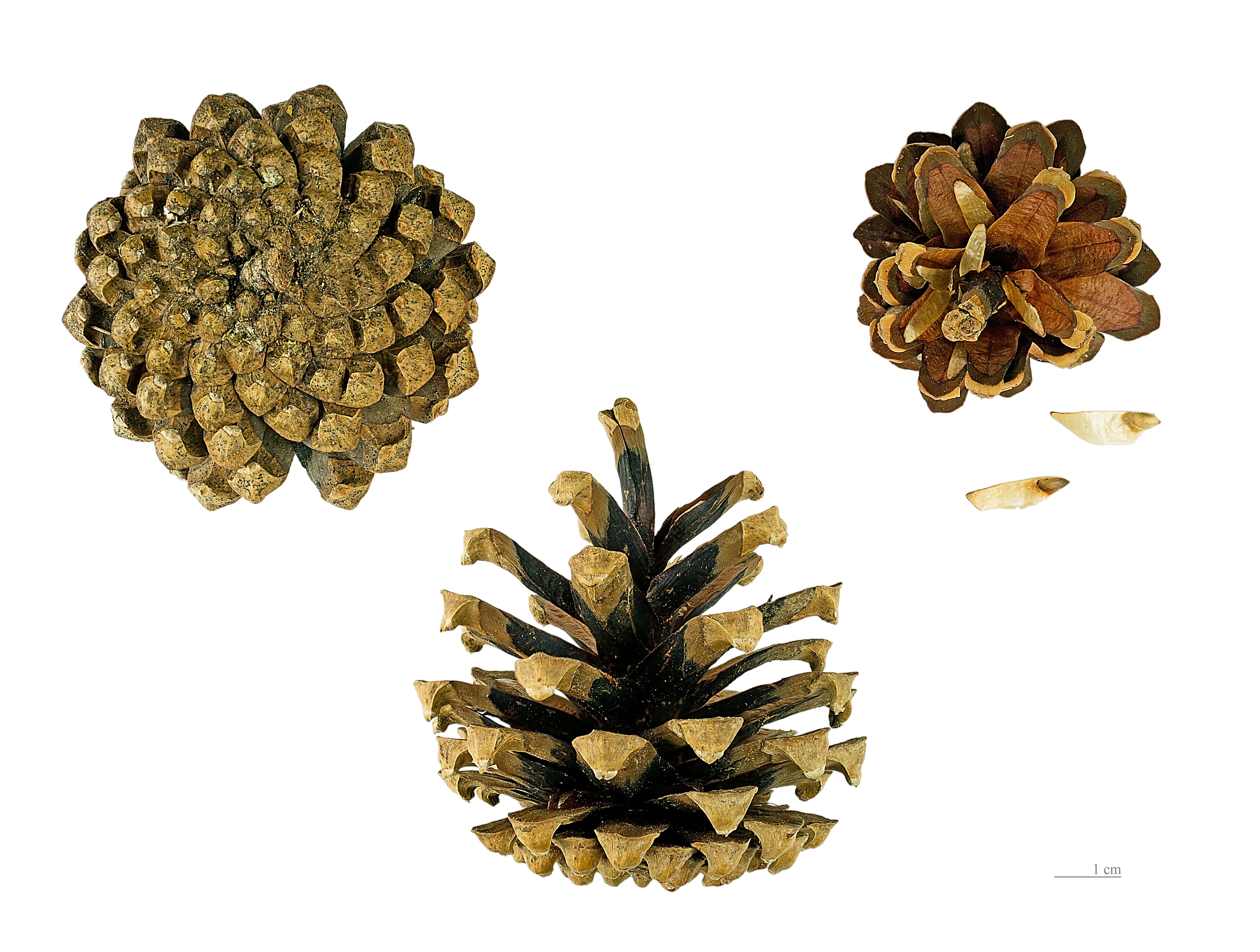
Шишки P. sylvestris (Туреччина)

Стиглі шишки яйцеподібно-видовжені (3-7 см завдовжки), сірувато-бурі, матові. При достиганні насіння луски дерев'яніють, розсуваються і воно висипається. Насіння чорнувате, плямисте або білувате, з крилом, що у 2-3 рази більше за нього.

### Поширення
Сосна звичайна є основною лісотвірною породою в Українському Поліссі. Створює чисті і мішані ліси. Світлолюбна, морозостійка рослина. Запилюється у травні.
Поширена на Поліссі, в північній частині Лісостепу, іноді на піщаних терасах рік північної частини Степу. Вона займає близько 35 % державного лісового фонду України. Основні райони заготівлі — Житомирська, Волинська, Рівненська і Львівська, частково Київська, Чернігівська області.

### Інші види сосен
В культурах трапляється: сосна веймутова — P. strobus L. — дерево з зеленувато-сірою корою, хвоя тоненька, м'яка, розміщена по п'ять на укорочених пагонах; сосна Банкса — P. banksiana Lamb., яка відзначається короткою (2–4 см) скрученою хвоєю і дуже зігнутими гачкуватими шишками, які іноді розміщуються прямо на стовбурах.

## Практичне використання

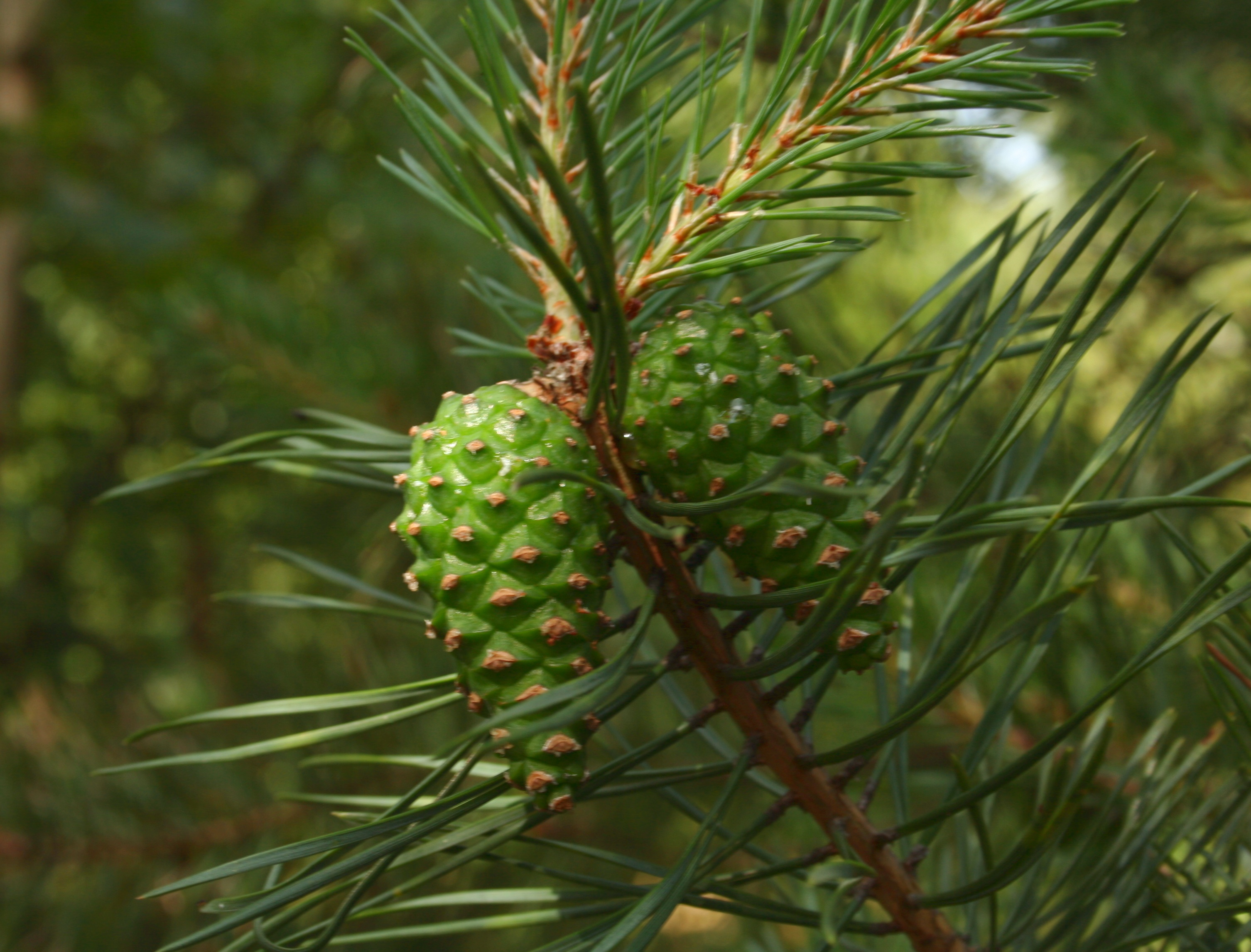

Деревинна, смоло-, танідо- і пилконосна, жиро- і ефіроолійна, волокниста, вітамінозна, лікарська, фарбувальна, фітонцидна, декоративна і фітомеліоративна рослина.
Насіння сосни містить 30 % олії.
Широке поширення, великі запаси деревини сосни свідчать про велике народногосподарське її значення.
Деревина сосни звичайної з рожевуватим або бурувато-червоним ядром і жовтувато-білою заболонню, яка особливо різко виділяється після висихання; деревина її легка, м'яка, трохи блищить, малосучкувата, добре розколюється, легко обробляється, смолиста, стійка проти гниття, проте швидко втрачає природний колір, буріє і часом уражається синявою. У вигляді круглого лісу вона є основним будівельним матеріалом як у сільськогосподарському, так і в промисловому та житловому будівництві; використовуються також на телеграфні й телефонні стовпи, на портові споруди, дамби, греблі, набережні, мости. Соснові пиломатеріали (дошки, бруси) широко застосовують у будівництві (ферми, балки, крокви, сходи, віконні коробки, одвірки, підлоги тощо).

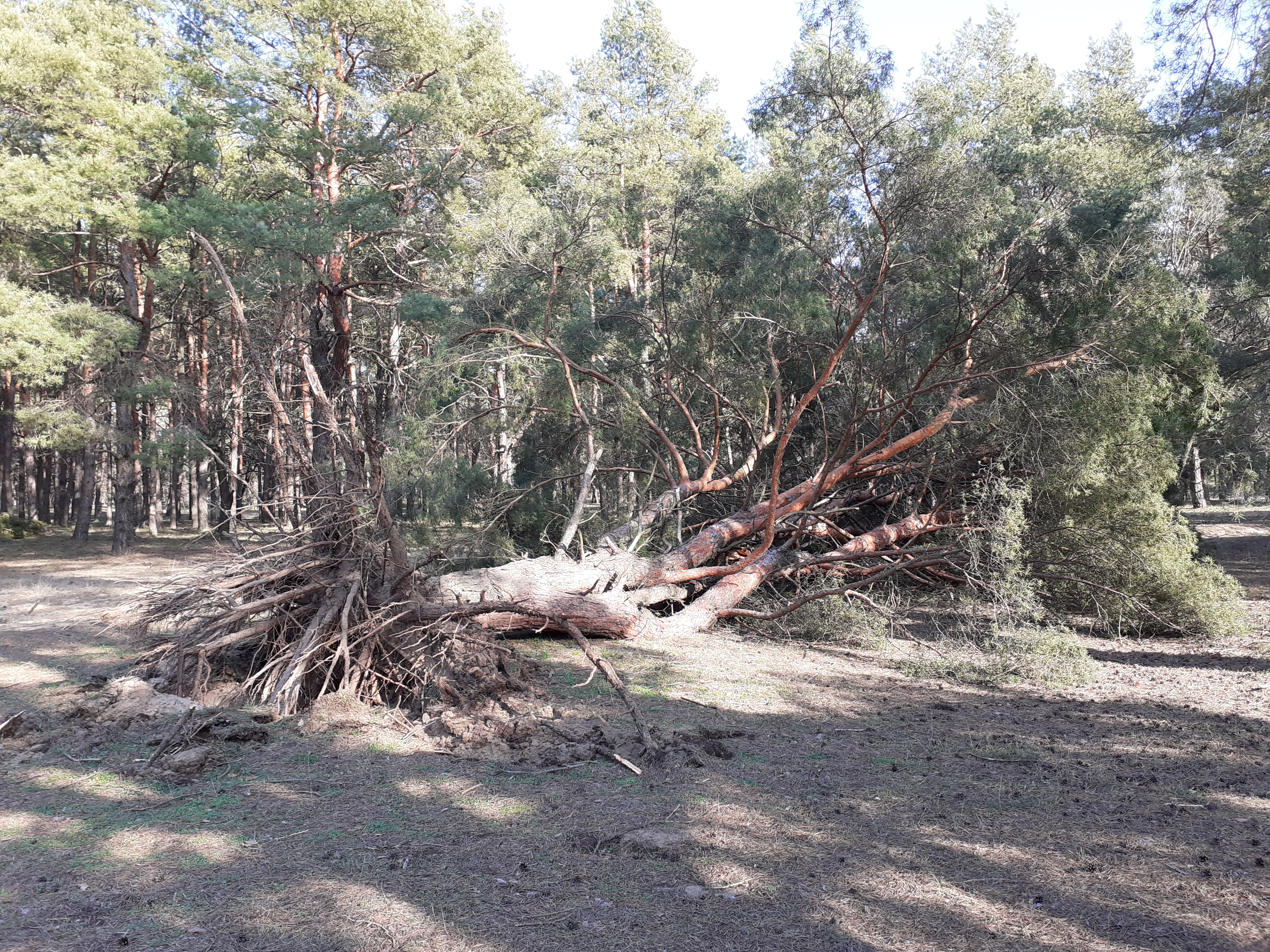
Наслідки буревію. Оголене коріння сосни (піщаний ґрунт)

Деревина сосни йде на виготовлення щипкових музичних інструментів (балалайки, мандоліни), на клавіатурні дощечки на виробництво фанери, діжок для малоцінних матеріалів, сухих і напіврідких продуктів (смола, дьоготь) і під рибу.
Останнім часом деревина сосни все ширше використовується в целюлозно-паперовій промисловості, але в меншій мірі, ніж деревина ялини. Деревина сосни містить до 54 % целюлози, технічний вихід її становить до 39 %, вміст смоли — до 3,5 %, деревинні волокна довгі (2,6-4,4 мм). 3 деревини сосни шляхом сухої перегонки одержують деревинний оцет і дьоготь, а в перегонному апараті лишається вугілля, з якого виробляють активоване вугілля. Дьоготь і активоване вугілля використовують у медицині. Крім того, активоване вугілля застосовують для знебарвлення рідин, видалення з них запахів. Ним заповнюють протигази.
Дрова з сосни звичайної добре горять, особливо із старих дерев, які містять багато смоли. 3 пенькового і кореневого соснового осмолу екстракцією його трісок бензином чи іншими розчинниками або перегонкою з водяною парою одержують так званий екстракційний або паровий скипидар. Проте якість його нижча від скипидару із живиці. Сухою перегонкою соснового пенькового осмолу одержують сухоперегінний сирець скипидару — найнижчий із його сортів. З соснового пенькового осмолу одержують також каніфоль.
Із сосни звичайної збирають живицю, з якої одержують скипидар і каніфоль. Скипидар використовують на виробництво лаків, фарб, парфумів, технічної камфори, яка необхідна для виробництва пластмас, кінофотоплівок, штучних тканин, вибухівки, а також у гумовій і фармацевтичній промисловості. Каніфоль сосни використовують для проклейки паперу, виготовлення дешевого лаку, грамплатівок, сургучу, а також як домішку до бетону. Нею натирають смички струнних музичних інструментів.
Низькі сорти каніфолі йдуть на виготовлення мастил. Живицю, смолу, скипидар і каніфоль застосовують також у медицині. З насіння сосни звичайної пресуванням або екстрагуванням одержують жирну висихаючу олію, яку використовують для виробництва оліфи. З хвої сосни внаслідок перегонки з водою одержують ефірну олію, яку застосовують у медицині. Після видалення ефірної олії з хвої сосни одержують соснову або лісову вовну. Вихід волокна 35 %. Його використовують у суміші з відходами бавовнику (40 % соснової вати, 60 % відходів бавовнику) або з вовною для одержання пряжі, з якої виготовляють фланель і ковдри. Соснова вата з домішкою паперових ниток йде на виготовлення матів і підстилок, а з коноплями і льоном — мотузків і канатів. Соснова вата — гарний набивний матеріал для матраців і подушок.
у науковій медицині використовують бруньки, живицю, смолу і продукти сухої перегонки деревини — дьоготь і вугілля.
Бруньки містять смолу, ефірну олію, дубильні речовини, вітамін С тощо. Застосовують як відкашлювальний, сечогінний і знезаражувальний засіб при хворобах верхніх дихальних шляхів, для ванн. Концентрат вітаміну С, виготовлений з хвої сосни, використовують для лікування цинги; хлорофіл-вітамінну пасту — для лікування ран, опіків; паста входить також до складу протиастматичної мікстури Траскова. Скипидар (терпентинова олія), який одержують з живиці і смоли, використовують безпосередньо (у вигляді інгаляцій для дезінфекції дихальних шляхів) і в складі мазей при ревматизмі, невралгіях, подагрі; з нього готують терпингідрат (відкашлювальний і сечогінний препарати). Живицю (терпентин) і каніфоль застосовують тільки у пастирях, дьоготь — зовнішньо, зокрема він входить до складу мазі від корости. 3 активованого вугілля виготовляють карболен, який вживають при утворенні великої кількості газів у шлунку та кишці.
У народній медицині, крім того, використовують бруньки сосни при рахіті і золотусі, хвою — у вигляді ванн у разі рахіту і подагри. Дьоготь використовують для лікування хвороб шкіри (екземи, лускатого лишаю та корости).
Сосна звичайна — танідоносна рослина. Її кора містить 4-10 % танідів (при доброякісності 37,2-53,86 %). Із збільшенням віку вміст танідів у корі зменшується. Сосна звичайна утворює багато пилку і клею. Пилок у неї великий, тому бджоли збирають його неохоче. Влітку на сосні часто з'являється падь. Молоді пагони і шишки дають червону фарбу.
Як декоративна рослина сосна звичайна рекомендується для поодиноких і групових насаджень, а також масивів у парках і лісопарках, використовується на новорічні ялинки. Вона має декоративні різновидності (пірамідальну, плакучу тощо).
Як фітонцидна рослина вона має санітарно-гігієнічне значення: під впливом парів скипидару повітря в соснових насадженнях іонізується, а деякі хвороботворні бактерії (стафілококи) гинуть.
Сосна веймутова рекомендується для масивів, чистих і мішаних груп, поодиноких насаджень у парках і лісопарках. Особливо ефективні поєднання її з ялиною, ялицею, а також з дубом, липою і кленом звичайним.
Сосна звичайна має важливе лісомеліоративне значення. Вона здатна рости на піщаних неродючих ґрунтах, невибаглива до вологи, швидкоросла. Сосна — незамінна порода для залісення пісків. Засоленості ґрунтів і забруднення повітря газами вона не витримує.
Із хвої сосни виготовляють хвойно-вітамінне борошно — вітамінний корм для сільськогосподарських тварин. За поживністю І кг хвойно-вітамінного борошна дорівнює 0,25-3 кормовим одиницям. В ньому міститься багато провітаміну A, D, вітаміни групи В та вітаміни К, Е, С, а також макро- і мікроелементи — кальцій, фосфор, залізо, кобальт, манган, цинк, молібден і нікель.
Використовують хвойно-вітамінне борошна як профілактичний засіб проти захворювань на авітамінози та проти гельмінтозних захворювань у тварин.
Хвою сосни можна згодовувати тваринам і не розмеленою, але перед вживанням її слід обробляти водяною парою і давати після іншого корму (коровам не більше 5 кг, коням 3-4 кг), а свіжу необроблену можна давати коровам 2 кг на добу. При поїданні великої кількості хвої сосни у тварин з'являється кривава сеча.

## Збирання, переробка та зберігання

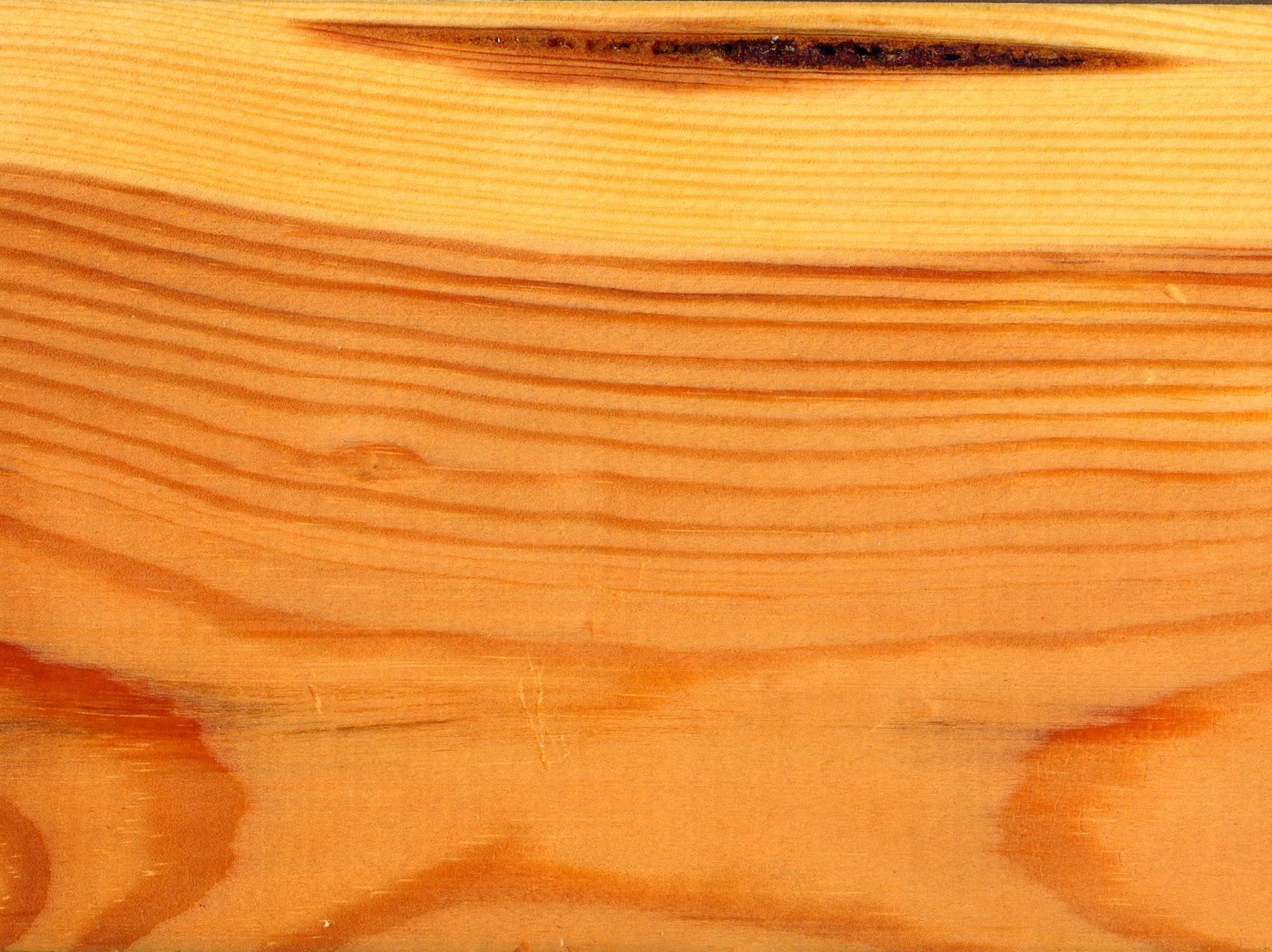

Бруньки сосни для лікувальних цілей заготовляють до початку їх розпускання (лютий-березень), найкраще під час рубок догляду. Секаторами зрізують з молодих дерев бруньки з гілочками довжиною до 3 см, не чіпаючи центрального пагона. Сушать сировину на горищах з достатньою вентиляцією, розстеливши тонким шаром на папері або тканині, часто перемішуючи. Не дозволяється сушити їх у печах, бо при цьому розплавляється і випаровується смола.
Сировину пакують у фанерні ящики вагою по 25 кг. Зберігають в упакованому вигляді в сухих, добре провітрюваних приміщеннях на стелажах або підтоварниках.
Для виробництва жирної олії з насіння шишки збирають з початку зими до весни, бо з настанням перших весняних дощів вони розкриваються і насіння швидко висипається з них. Збирати шишки доцільно із зрубаних дерев під час лісозаготівель. Врожайні роки бувають у середньому один раз у три роки, рідше раз у п'ять років. Насіння добувають з шишок на насіннєсушарках (сонячних, вогневих, парових).
Для виробництва хвойно-вітамінного борошна на лісосіках під час рубок заготовляють соснові гілочки (лапки). Під час промислової переробки хвої важливим є збереження її якості (особливо провітаміну А), від чого залежить сортність борошна. Найдоступнішим є метод змочування. У прив'яленій хвої, яка не втратила здатності вбирати воду, відбувається відновлення провітаміну А (каротину). За постійного рясного змочування хвої, у ній добре зберігається провітамін А. У хвої, що дуже прив'яла і втратила здатність вбирати воду, відновлення цього провітаміну не відбувається.
Хвою сосни підсушують у сушарках при температурі 50-90° або 350—400° С, потім подрібнюють на дробарках або млинах. Зберігають хвойне борошно у темних, прохолодних приміщеннях у закритій тарі, бо під впливом світла руйнується провітамін А. Але вміст його у хвойному борошні зменшується не так інтенсивно, якщо обробити його антиоксидантом сантохіном.
Вологість хвойного борошна при зберіганні не повинна перевищувати 15 %.
Живицю (терпентин) одержують шляхом підсочки сосни. Для цього на стовбур живого дерева наносять рани (кари), внаслідок чого перерізаються горизонтальні і вертикальні смоляні ходи, з яких витікає прозора смола — живиця, більша частина якої стікає в спеціальний посуд. Підсочуються стиглі дерева діаметром від 18 см і більше. За тривалістю підсочки розрізняють довгострокові (10-15 років), короткострокові (2-7 років) і одноразові — у рік рубки. Підсочку ведуть з застосуванням хімічних стимуляторів смоловиділення або без них. Останнім часом все ширше впроваджуються у виробництво нові хімічні стимулятори, які дозволяють збільшити вихід живиці на 40—45 %. Збирають живицю спеціально підготовлені працівники за наявними інструкціями.

## Шкідники
Хвою дерев масово вражає гусінь совки соснової, шовкопряда соснового.